# Verbalinspiration

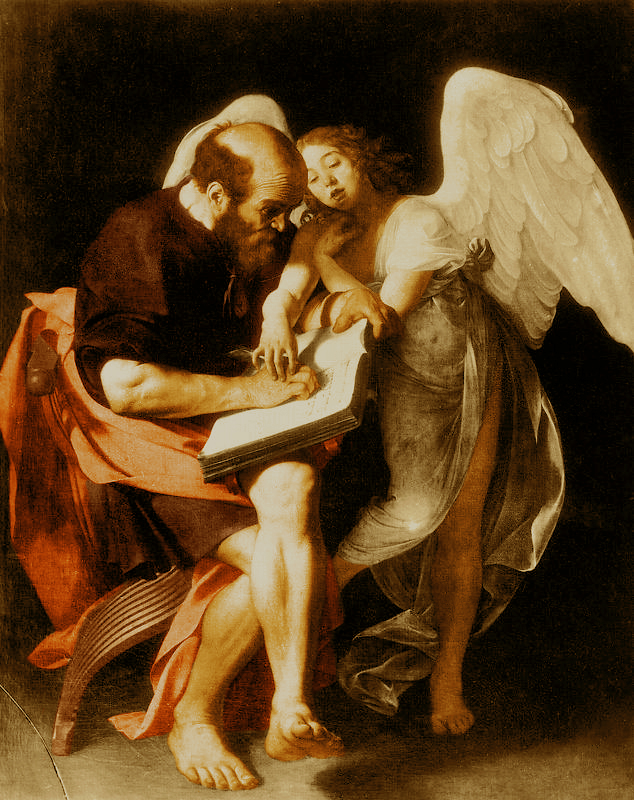
Caravaggios Gemälde aus dem Jahr 1602 illustriert, wie ein Engel dem Evangelisten Matthäus beim Abfassen seines Evangeliums buchstäblich die Hand führt.

Verbalinspiration bezeichnet eine Ausformung der Inspirationslehre, nach der die Bibel bis in den Wortlaut hinein von Gott inspiriert sei. Damit verbunden wird traditionell der Glaube an die Unfehlbarkeit und Widerspruchsfreiheit der Bibel.

## Vorkommen und Ausformung
Die Lehre der Verbalinspiration wurde im 17. Jahrhundert innerhalb der so genannten lutherischen Orthodoxie entwickelt, um das protestantische Schriftprinzip (sola scriptura) gegen die Lehre der katholischen Theologie abzusichern, wonach nicht nur die Bibel, sondern auch die kirchlichen Überlieferungen für den Gläubigen autoritativ sind. Dabei wurde behauptet, dass der Heilige Geist den Verfassern der Bücher der Bibel nicht nur die Sachverhalte eingegeben (suggestio rerum), sondern auch den genauen Wortlaut quasi diktiert habe (suggestio verborum). In diesem Schriftverständnis wird Gott zum eigentlichen Verfasser der Bibel, der sich ihrer Verfasser nur als schreibender Instrumente bedient habe.
Ein ähnliches Schriftverständnis findet sich aber dem Sinne nach schon ausgeprägt bei Augustinus. Sie drang im Rahmen der Neuscholastik auch in die katholische Theologie ein, wird aber heute im Wesentlichen von Teilen der evangelikalen Bewegung sowie mit Einschränkung auch von den Zeugen Jehovas und anderen christlichen  Religionsgemeinschaften vertreten. Ein bekanntes Dokument zur Verbalinspiration ist die Chicago-Erklärung zur Irrtumslosigkeit der Schrift.
Der norwegische Religionshistoriker Einar Thomassen weist darauf hin, dass der Gedanke einer Verbalinspiration der gesamten Bibel voraussetzt, dass der Prozess ihrer Kanonisierung abgeschlossen war, also des Diskussionsprozesses darüber, welche Schriften zur Bibel gehören sollten und welche nicht. In diesem Prozess, der bis ins fünfte Jahrhundert andauerte, seien die primären Kriterien jedoch Autorschaft eines Apostels und dogmatische Korrektheit gewesen, außerdem die weite Verbreitung der Texte unter den christlichen Gemeinden; für inspiriert habe man in der Alten Kirche auch andere Texte gehalten. Die Vorstellung, göttliche Inspiration sei eine ausschließliche Eigenschaft der biblischen Texte, sei eindeutig erst nachträglich erfunden worden, als die Bibel bereits ihre Einzigartigkeit und ihre geheiligte Stellung in der Kirche erlangt hatte.
Nach Einschätzung von Gerhard Maier hänge die Verbalinspiration nicht am Diktatbegriff. Sie beziehe sich auf den Urtext. Historische Forschung und Verbalinspiration seien keine Gegensätze. Man müsse kein gesetzlicher Biblizist sein, um die Verbalinspiration zu verteidigen. Sie sei logisch-konsequent und geschlossen, sie bringe das Absolute der Offenbarung zur Geltung und verleihe Gewissheit über den gottgegebenen Inhalt der Schrift. Das Konzept von der inspirierten Schrift stimme mit der jüdischen Interpretation zur Zeit der Apostel im Wesentlichen überein. Gemäß James I. Packer sei die Bibel die Verbindung zwischen den Ereignissen, durch die sich Gott in der Vergangenheit offenbart habe, und der Erkenntnis Gottes in der Gegenwart. Darum solle Inspiration als Unterpunkt der Lehre über die Offenbarung Gottes behandelt werden und nicht umgekehrt. Es scheine biblisch und richtig zu sein, die Vorstellung über die Offenbarung zu erweitern und die Inspiration in sie einzubeziehen.
Gemäß Howard Marshall wollte die Theorie von Benjamin Warfield und seinen Nachfolgern zwischen verschiedenen theologischen Denkrichtungen vermitteln. Seine Theorie würde das Handeln des Geistes darin sehen, dass Gott zwar nicht die Methode des Diktierens wählte, die Inspiration aber zum gleichen Resultat geführt hätte. Obwohl die biblischen Verfasser in völliger Freiheit schrieben, seien sie von Gott so befähigt und geführt worden, dass sie genau das schrieben, was Gott wünschte. René Pache geht davon aus, dass beim Niederschreiben der Urtexte der Heilige Geist die Verfasser bis in die Wahl der Ausdrucksweisen geführt habe, und zwar in der ganzen Schrift, ohne die Persönlichkeit auszuschalten. Pache zitiert auch F. E. Gaebelein, der meint, dass jedes Wort des Urtextes in vollkommener Form ohne Irrtum die Botschaft übermittle, die Gott dem Menschen mitteilen wollte. Pache folgert, wenn die Gedanken eingegeben seien, müssten es auch die Worte sein.

## Verbalinspiration in Abgrenzung zu anderen Inspirationsauffassungen
In der Romantik wurde der Begriff der Personalinspiration geprägt (Johann Gottfried Herder, Friedrich Schleiermacher), der zunächst bedeutet, dass nicht die Schrift, sondern die Autoren der Texte inspiriert waren, im romantischen Sinne allerdings nicht verstanden als Gottes Einwirken auf den Menschengeist, sondern als Selbstwirksamkeit eines vergöttlichten Menschengeistes.
Daneben gibt es auch den Begriff der Realinspiration, nach welchem nicht die Schrift selbst, wohl aber bestimmte Inhalte oder Ideen der Schrift inspiriert sind (meist mehr auf überzeitliche religiöse oder ethische Ideen bezogen und ohne Berücksichtigung eines historischen Anspruches der Texte).
Verbalinspiration bedeutet demgegenüber nicht, dass die Bibel ein Diktat ist, bei dem die menschlichen Autoren bloße, willenlose Werkzeuge Gottes waren, sondern sie betont, dass die Heilige Schrift selbst (nicht bloß die Autoren – in der Regel aber unter Einbezug des Elementes der Personalinspiration – und auch nicht bloß einige Ideen und Inhalte) inspiriert ist, also auf das Wirken des Geistes zurückzuführen ist, aufgrund dessen man die ganze Heilige Schrift verbum Dei (Wort Gottes) nennen kann. In diesem Sinne hat Gerhard Maier auch den Begriff der Ganzinspiration geprägt.
Auf das Poetische hat Eugen Biser verwiesen: „Sprachekstasen“, worin „die Sprache […] sich selbst sagt“, seien in der Bibel gegeben. Martin A. Hainz hat den Begriff der intentio scripturae für dieses Moment der biblischen Sprache vorgeschlagen, das Inspiration als permanent notwendig und gegeben anzusehen nahelegt: Glaube könne sich nur bedingt back to the roots bewegen, weil diese Rückwärtsbewegung keine „mehr auf Christus zu“ (Benedikt XVI.) sein kann.

## Katholische Auffassung
Im katholischern Erwachsenen-Katechismus heißt es in Abgrenzung zur Verbalinspiration:

„Das Wort Gottes fällt nicht vom Himmel herab; es erreicht uns nur durch menschliches Wort. Daß Gott Urheber der Heiligen Schrift ist, schließt darum nicht aus, sondern schließt sogar notwendig ein, daß die einzelnen Bücher der Heiligen Schrift Menschen als Verfasser haben. Sie haben das Wort Gottes in der Sprache ihrer Zeit, den Bedingungen ihrer Zeit und Kultur entsprechend, mit Hilfe der damals üblichen literarischen Gattungen zum Ausdruck gebracht. Will man die Heilige Schrift recht auslegen, dann muß man auf die Aussageabsicht der biblischen Verfasser achten und dadurch zu verstehen suchen, was Gott uns durch sie kundtun wollte. Man muß also "genau auf die vorgegebenen umweltbedingten Denk-, Sprach- und Erzählformen achten, die zur Zeit des Verfassers herrschten, wie auf die Formen, die damals im menschlichen Alltagsverkehr üblich waren"“

Ein Verständnis der Heiligen Schrift ist daher nur dann möglich, „wenn man sie aus dem Leben, dem Geist und dem Glauben der Kirche, in dem sie entstanden ist, interpretiert.“ Hierbei kommt der katholischen Kirche eine zentrale Rolle zu. So kann niemand die Schrift alleine deuten, sondern ist immer auch auf die Tradition der Kirche angewiesen. Dazu bezieht die katholische Kirche auch Erkenntnisse der historisch-kritischen Methode ein. Die buchstäbliche Auslegung der Bibel wird somit als Fundamentalismus abgelehnt.